# 498 Tokio
Tokio (asteroide 498) é um asteroide da cintura principal com um diâmetro de 81,83 quilómetros, a 2,0536468 UA. Possui uma excentricidade de 0,2251495 e um período orbital de 1 576,13 dias (4,32 anos).
Tokio tem  uma inclinação de 9,50401º.
Esse asteroide foi descoberto em 2 de Dezembro de 1902 por Auguste Charlois.
Este asteroide recebeu este nome em homenagem à capital do Japão, Tóquio.